# Alex Ferguson
Alex Ferguson, właśc. sir Alexander Chapman Ferguson (ur. 31 grudnia 1941 w Govan, Glasgow) – szkocki trener piłkarski i piłkarz. W latach 1986–2013 był trenerem piłkarskim klubu Manchester United. Jego brat, Martin w latach 1997-2013 był szefem europejskich skautów jego ówczesnej drużyny - Manchesteru United. Jego syn, Darren w latach 1990-94 był zawodnikiem tejże jego drużyny.
Jako piłkarz Alex Ferguson występował kolejno w Harmony Row Boys i  Drumchapel (młodzieżówki), Queen’s Park, St. Johnstone F.C., Dunfermline, Rangers, Falkirk F.C. oraz Ayr United. Jako menedżer pracował dla East Stirlingshire, St Mirren i Aberdeen. Z drużyną Aberdeen związany był w latach 1978–1986.
6 listopada 1986 zastąpił Rona Atkinsona na stanowisku menedżera Manchesteru United. W 1999 Ferguson otrzymał tytuł szlachecki przyznany przez Królową Elżbietę II za zdobycie potrójnej korony (Pucharu Anglii, Mistrzostwa Anglii oraz Pucharu Mistrzów).
19 grudnia 2010 stał się najdłużej pracującym menedżerem Manchesteru United, bijąc rekord należący wcześniej do Matta Busby'ego, będąc z United 24 lata, 1 miesiąc i 14 dni.
8 maja 2013 roku oficjalna strona Manchesteru United ogłosiła odejście sir Alexa Fergusona na emeryturę po 26 sezonach. Ma on teraz pełnić funkcję dyrektora oraz ambasadora Manchesteru United. Na stanowisku trenera United 1 lipca 2013 zastąpił go inny Szkot, David Moyes, wieloletni trener Evertonu.
5 maja 2018 roku w godzinach wieczornych trafił w poważnym stanie do szpitala. Manchester United w swoim oficjalnym komunikacie poinformował, że przyczyną hospitalizacji jest doznany wylew krwi do mózgu oraz o pomyślnym przebiegu operacji.

## Reprezentacja Szkocji
W swojej karierze Alex Ferguson zanotował także epizod z reprezentacją Szkocji, którą poprowadził na Mistrzostwach Świata w Meksyku w 1986 roku, zdobywając jednak zaledwie punkt i odpadając z rozgrywek na etapie grupowym.

## Osiągnięcia trenerskie
W swojej karierze Ferguson zdobył 49 trofeów, co czyni go najbardziej utytułowanym trenerem piłkarskim w historii.

### St Mirren
- Scottish First Division (1): 1976/77

### Aberdeen
- Mistrzostwo Szkocji (3): 1979/80, 1983/84, 1984/85
- Puchar Szkocji (3): 1982/83, 1983/84, 1985/86
- Puchar Ligi Szkockiej (1): 1985/86
- Puchar Drybrough (1): 1980
- Puchar Zdobywców Pucharów (1): 1982/83
- Superpuchar Europy UEFA (1): 1983

### Manchester United
- Mistrzostwo Anglii (13): 1992/93, 1993/94, 1995/96, 1996/97, 1998/99, 1999/2000, 2000/01, 2002/03, 2006/07, 2007/08, 2008/09, 2010/11, 2012/13
- Puchar Anglii (5): 1989/90, 1993/94, 1995/96, 1998/99, 2003/04
- Puchar Ligi Angielskiej (4): 1991/92, 2005/06, 2008/09, 2009/10
- Tarcza Dobroczynności/Tarcza Wspólnoty (10): 1990, 1993, 1994, 1996, 1997, 2003, 2007, 2008, 2010, 2011
- Liga Mistrzów UEFA (2): 1998/99, 2007/08
- Puchar Zdobywców Pucharów (1): 1990/91
- Superpuchar Europy UEFA (1): 1991
- Puchar Interkontynentalny (1): 1999
- Klubowe mistrzostwo świata (1): 2008

### Indywidualne

#### Nagrody o dużym i średnim znaczeniu
- Trener dekady League Managers Association: (lata 90.)
- Trener roku LMA:  1993, 1999, 2008, 2011, 2013
- Nagroda Specjalna LMA: 2009, 2011
- Trener sezonu Premier League: 1995, 1996, 1997, 1998, 1999, 2000, 2003, 2006, 2007, 2008, 2009, 2011, 2013
- Trener miesiąca Premier League: sierpień 1993, październik 1994, luty 1996, marzec 1996, luty 1997, październik 1997, styczeń 1999, kwiecień 1999, sierpień 1999, marzec 2000, kwiecień 2000, luty 2001, kwiecień 2003, grudzień 2003, luty 2005, marzec 2006, sierpień 2006, październik 2006, luty 2007, styczeń 2008, marzec 2008, styczeń 2009, kwiecień 2009, wrzesień 2009, styczeń 2011, sierpień 2011, październik 2012
- Trener roku UEFA: 1999
- Trener Drużyny Roku UEFA: 2007, 2008

#### Nagrody o dość małym znaczeniu przyznane przez gazety, telewizję lub statystyków
- Trener roku Onze d'Or: 1999, 2007, 2008
- World Soccer Magazine Światowy Menedżer Roku: 1993, 1999, 2007, 2008
- Europejski Trener Roku — Nagroda Alfa Ramseya: 2008
- Najlepszy Trener Klubowy IFFHS: 1999, 2008
- Najlepszy Trener XXI wieku IFFHS: 2012
- Najlepszy Trener wszech czasów IFFHS: 1996-2020
- Nagroda Laureus World Sports dla Drużyny Roku: 2000
- Nagroda Trenera BBC Sports Osobowość Roku: 1999
- Nagroda BBC Sports Zespół Osobowości Roku: 1999
- BBC Sports Osobowość Roku Nagroda Za Całokształt Twórczości: 2001
- Najlepszy menedżer wszech czasów World Soccer: 2013
- Najlepszy menedżer wszech czasów ESPN: 2013

#### Nagrody przyznane po 30 czerwca 2013 kiedy zakończył karierę trenerską
- France Football 2. Najlepszy Menedżer wszech czasów: 2019
- Najlepszy Menedżer wszech czasów Sports Illustrated: 2019
- FourFourTwo Nalepszy Menedżer wszech czasów: 2020
- Globe Soccer Awards Trener stulecia: 2001-2020 (2. miejsce wśród wicemistrzów)

#### Nagrody przyznane w trakcie trwania kariery trenerskiej, ale o znikomym znaczeniu
- Nagroda Diamentu Osobowości Sportowej BBC: 2013 r.
- Galeria sław angielskiej piłki nożnej (menedżer): 2002
- Galeria sław szkockiego futbolu: 2004
- Europejska Galeria Sław (menedżer): 2008
- Nagroda Prezydencka FIFA: 2011
- Premier League 10 sezonów nagród ( 1992-93 - 2001-02 )      
  - Menedżer Dekady
  - Najwięcej występów trenerskich (392 gry)
- Premier League 20 sezonów nagród ( 1992-93 - 2011-12 )      
  - Najlepszy menedżer
- Nagroda Hołdu FWA: 1996
- Nagroda za zasługi PZF: 2007
- Nagroda za zasługi w Premier League: 2013
- Medal Mussabiniego: 1999
- Nagroda Specjalna SFA: 1985
- VCGB Szkocka Osobowość Sportowa Roku: 1983
- Szkocka Osobowość Piłkarska Roku: 1980, 1983

### Ordery i nagrody specjalne
- Oficer Orderu Imperium Brytyjskiego (OBE): Lista wyróżnień noworocznych 1985
- Komandor Orderu Imperium Brytyjskiego (CBE): Lista wyróżnień noworocznych 1995
- Knight Bachelor (Kt.): Lista z okazji urodzin królowej 1999
- Wolność miasta Aberdeen: 1999
- Wolność Miasta Glasgow: 1999
- Wolność miasta Manchester: 2000
- Wolność dzielnicy Trafford: 2013

### Stopnie honorowe
Ferguson otrzymał co najmniej stopni tytułów honorowych. Oto one:
| Data                 | Uniwersytet                        | Stopień                               |
| -------------------- | ---------------------------------- | ------------------------------------- |
| 1996                 | Uniwersytet w Salford              | Magister (MA)                         |
| grudzień 1997        | Uniwersytet Roberta Gordona        | Doktor prawa (LL.D)                   |
| 2001                 | Glasgow Caledonian University      | Doktorat                              |
| 2002                 | Uniwersytet St Andrews             | Doktorat                              |
| 2009                 | Manchester Metropolitan University | Doktor Administracji Biznesowej (DBA) |
| 29 czerwca 2011      | Uniwersytet Stirling               | Doktor Uniwersytetu (D.Univ)          |
| 12 października 2011 | Uniwersytet w Manchesterze         | Doktorat                              |
| 2014                 | Uniwersytet Ulsterski              | Doktor nauk ścisłych (D.Sc)           |

| Ta lista jest niekompletna ; możesz pomóc, dodając brakujące elementy. ( styczeń 2019 ) |

## Statystyki kariery

### Trener
Kilka źródeł.
| Zespół             | Od                  | Do               | Statystyka | Statystyka | Statystyka | Statystyka | Statystyka |
| Zespół             | Od                  | Do               | M          | W          | R          | P          | % W        |
| ------------------ | ------------------- | ---------------- | ---------- | ---------- | ---------- | ---------- | ---------- |
| East Stirlingshire | czerwiec 1974       | październik 1974 | 17         | 9          | 2          | 6          | 52,94      |
| St. Mirren         | październik 1974    | maj 1978         | 169        | 74         | 41         | 54         | 43,79      |
| Aberdeen           | czerwiec 1978       | 6 listopada 1986 | 459        | 272        | 105        | 82         | 59,26      |
| Szkocja            | 1 października 1985 | 30 czerwca 1986  | 10         | 3          | 4          | 3          | 30,00      |
| Manchester United  | 6 listopada 1986    | 19 maja 2013     | 1500       | 895        | 338        | 267        | 59,67      |
| Łącznie            | Łącznie             | Łącznie          | 2155       | 1253       | 490        | 412        | 58,14      |

## Odznaczenia
- Oficer Orderu Imperium Brytyjskiego  1983
- Komandor Orderu Imperium Brytyjskiego – 1995
- Kawaler Bachelor  1999